# Dan-Goulbi
Dan-Goulbi est une localité et une commune rurale du Niger, département de Dakoro, région de Maradi.

## Géographie
La localité de Dan-Goulbi est située à 94 km au sud-ouest du chef-lieu départemental Dakoro.
| Ourno  | Adjékoria      | Kornaka     |
| Ourno  | Dan-Goulbi     | Sabon-Machi |
| Bangui | Guidan-Roumdji | Chadakori   |

## Histoire
La commune rurale de Dan-Goulbi instaurée en 2002, est issue d'une partie du canton de Kornaka.

## Population
Lors du recensement général de 2012, la population communale est relevée à 57 228 habitants, dont 1 707 habitants pour la localité chef-lieu communal.

## Localités
La commune s'étend sur 61 villages, 43 hameaux et 20 camps au centre-est du département de Dakoro.

## Services et infrastructures
- Centre de Santé Intégré (CSI) à Dan-Goulbi, Dan Dadi, Guidan Mayaki, Iskita et Sayé[5].
- Collège d'enseignement général (CEG) à Dan-Goulbi,
- Centre de formation des métiers (CFM) à Dan-Goulbi.